# Umjot
Umjot (oroszul: Умёт) városi jellegű település Oroszországban, Mordvinföld Zubova Poljana-i járásában.
Lakossága: 2822 fő (a 2010. évi népszámláláskor).

## Elhelyezkedése
Mordvinföld nyugati részén, Zubova Poljana járási székhelytől 9 km-re, az M5-ös „Urál” főút mentén terül el. Távolsága Moszkvától 430 km, a köztársasági fővárostól, Szaranszktól 210 km. Vasútállomás (a 3 km-re lévő Tyoplij Sztan állomás) a Rjazany–Ruzajevka–Szaranszk vasúti fővonalon.

## Története
A 18. században vagy még előbb keletkezett és a Sack–Szpasszk kocsiút egyik állomása volt. Eredeti neve Avdalov Umjot (Авдалов Умёт); az „umjot” orosz szó régen a szekérkaranávok pihenőhelyét, állomását jelentette. 
1896-ban fűrészüzeme létesült. Erre alapozva a szovjet korszakban nagy fafeldolgozó kombinátot építettek A település gazdasági alapját képező vállalat a Szovjetunió felbomlása után tönkrement és megszűnt. Helyén 1999-ben új, rétegelt lemezt előállító gyárat alapítottak, mely (2005 óta Plajterra néven) nagyrészt exportra termel. 2014-ben finn segítséggel elkezdték a felkészülést laminált lemezek (padlók?) gyártására.